# Paul Unwin
Paul Unwin (Reading, 25 novembre 1957) è un regista, sceneggiatore, drammaturgo e direttore artistico britannico.
I suoi lavori a teatro includono The Man Who Had All the Luck (L'uomo che aveva tutte le fortune), di Arthur Miller, al Bristol Old Vic ed al Young Vic, Il misantropo, al Bristol Old Vic ed al Royal National Theatre, Amleto, Otello e In Times Like These, di Jeremy Brock. Dal 1987 al 1991 è stato direttore artistico del teatro Bristol Old Vic. Nel 1994 ha diretto il cortometraggio Syrup, nominato agli Oscar.
Per quanto riguarda la televisione, ha diretto i film The American (1998), con Diana Rigg, Matthew Modine e Brenda Fricker, ed Elijah (2006), con Billy Merasty.
È stato co-ideatore, inoltre, della serie televisiva medica Casualty, insieme a Jeremy Brock, ex compagno di università.
Oltre alla carriera nel mondo dello spettacolo, Unwin è anche fotografo.